# وزارت برگزیت
وزارت برگزیت (انگلیسی: Department for Exiting the European Union) در بریتانیا مسئول نظارت بر مذاکرات مربوط به خروج انگلستان از اتحادیه اروپا (برگزیت) و برقراری یک رابطه جدید بین بریتانیا و اتحادیه اروپا بعد از آن است. این وزارت توسط ترزا می نخست‌وزیر انگلستان در ژوئیه ۲۰۱۶ ایجاد شد. در همه‌پرسی عضویت بریتانیا در اتحادیه اروپا (۲۰۱۶) این وزارت به وسیله پرسنل دفتر اروپایی کابینه دولت بریتانیا شکل گرفت و توسط وزارت امورخارجه بریتانیا و دفتر دائمی انگلستان در اتحادیه اروپا کنترل می‌شود، در صورت نیاز پرسنل خود را سایر وزارت‌ها تأمین می‌کند. این وزارت تحت سرپرستی دیوید دیویس نماینده مجلس بود که در ۸ ژوئیه ۲۰۱۸ از سمت خود استعفا داد. در ۹ ژوئیه ۲۰۱۸ دومینیک راب نیز به عنوان وزیر خروج از اتحادیه اروپا برگزیده شد اما در تاریخ ۱۵ نوامبر پیش از خروج پیش‌نویس توافق برگزیت از سمت خود کناره‌گیری کرد؛ و در ۱۶ نوامبر ۲۰۱۸ استیون بارکلی به جای دومینیک راب به کار پرداخت.

## وزرا
وزرای این وزارت‌خانه برای خروج انگلستان از اتحادیه اروپا (برگزیت) به قرار زیر است:
| وزرا                               | رتبه                                      | پورتفلیو |
| ---------------------------------- | ----------------------------------------- | --- |
| استیون بارکلی نماینده مجلس         | وزیر خروج بریتانیا از اتحادیه اروپا       | مسئولیت کلی کار گروه حمایت از مذاکرات بریتانیا برای خروج از اتحادیه اروپا و انجام مذاکرات در حمایت از نخست‌وزیر بریتانیا                                               |
| لرد مارتین کالاهان نماینده پارلمان | وزیر دولت برای خروج از اتحادیه اروپا      | وزارت تجارت در مجلس نمایندگان، اتحادیه اروپا هدفشان پرداختن به اقتصاد در شورای عمومی، کمپانی جنرال موتورز، جامعه مدنی و موسسات اتحادیه اروپا است.                     |
| جیمز کلورلی نماینده پارلمان        | معاون پارلمانی وزیر خروج از اتحادیه اروپا | هماهنگی سیاست‌ها در وایت‌هال (آماده‌سازی داخلی برای خروج)، برنامه‌ریزی احتمالی و لایحه بازگرفتن از جانب اتحادیه اروپا                                                     |
| کواسی کوارتنگ نماینده پارلمان      | معاون پارلمانی وزیر خروج از اتحادیه اروپا | توافقنامه خروج و اجرای توافق‌نامه‌های تجارت وامور بین‌المللی، نواحی انگلیسی، مشارکت‌های امنیتی، عدالت و اجرای قوانین مرزی                                                 |
| رابین والکر نماینده پارلمان        | معاون پارلمانی وزیر خروج از اتحادیه اروپا | دسترسی به بازار و بودجه، مهاجرت و حقوق شهروندی، دوره اجرایی آن، ارتقاء ادارات دولتی، سرزمین‌های خارج از انگلستان و وابستگی‌های متعلق به ملکه الیزابت و پادشاهی انگلستان |

الیور رابینز نماینده دائم در دفتر خروج از اتحادیه اروپا بود؛ که در سپتامبر ۲۰۱۷، رابینز مجبور به ترک وزارت شد زیرا نخست‌وزیر او را به عنوان مشاور اتحادیه اروپا در دفتر کابینه منصوب کرد. در اکتبر سال ۲۰۱۷، فیلیپ رایکرافت به عنوان وزیر دائمی جدید منصوب شد، که قبلاً دبیر دائمی دوم این وزارتخانه بود.

## کارکنان
در ماه مارس سال ۲۰۱۸، مؤسسه آمار دولتی اعلام کرد که این وزارتخانه دارای ۶۳۶ پست تمام وقت بوده و در ماه اوت ۲۰۱۸ (به استثنای پیمانکاران، مشاوران مدیریت و سرپرست‌های سریع) به ۶۵۱نفر افزایش یافته‌است.